# Коджахадър
Коджахадър (на турски: Kocahıdır) е село в Източна Тракия, Турция, Вилает Одрин.

## География
Селото се намира на 23 километра западно от Кешан.

## История
В 19 век Коджахадър е българско село в Кешанска каза на Одринския вилает на Османската империя. Според статистиката на професор Любомир Милетич в 1912 година в селото живеят 40 български екзархийски семейства.